# Nationalstraße 214 (China)
Die Nationalstraße 214 (chinesisch 214国道, Pinyin 214 Guódào, englisch China National Highway 214), chinesische Abkürzung G214, ist eine 3.256 km lange, in Nord-Süd-Richtung verlaufende Fernstraße in der Mitte und im Süden Chinas in den Provinzen Qinghai und Yunnan sowie im Autonomen Gebiet Tibet. Sie führt von Xining über Huangyuan, Madoi, Nangqên, Chengguan, Dêqên, Jianchuan, Dali, Midu, Nanjian, Lincang nach Menghai und verbindet an der Grenze B. Pangha die G 214 mit der Nationalstraße 17B in Laos.